# أرنولد شوارزنيجر
أرنولد ألويس شوارزنيجر (بالألمانية: Arnold Alois Schwarzenegger)‏ (ولد في 30 يوليو 1947، في ستيريا، النمسا) لاعب كمال أجسام، وممثل نمساوي و أمريكي حاكم ولاية كاليفورنيا الأمريكية الثامن والثلاثون.
بدأ شوارزنيجر تدريبات الأثقال في سن الخامسة عشرة، وفاز بلقب سيد الكون Mr. Universe في سن ال 22 كما فاز بمسابقة مستر أولمبيا Mr. Olympia لسبع مرات. وظل شوارزنيجر وجهاً بارزاً في رياضة كمال الأجسام لفترة طويلة بعد تقاعده، وقد ألّف عدة كتب ومقالات عن هذه الرياضة.
اكتسب شوارزنيجر شهرته في جميع أنحاء العالم باعتباره رمزاً لأفلام الحركة بهوليوود، والذي لوحظ لدوره القيادي في أفلام مثل كونان البربري (Conan the Barbarian), والمبيدThe Terminator.
كان يُلقَب ب "البلوط النمساوي" و"ستيريان اوك" في أيام ممارسته لرياضة كمال الأجسام، و"أرنولد سترونج" و"أرني" خلال ممارسته لمهنة التمثيل، كما كان يُلقّب مؤخراً بال"حاكم" (وهو واحد من أدواره في أفلام حقبة سفر الحاكم المبيد).
وقد انتخب للمرة الأولى في 7 أكتوبر 2003 كمرشح جمهوري في انتخابات العزل الخاصة ليحل بعد ذلك محل الحاكم غراي ديفيس. حلف شوارزنيجر اليمين الدستورية يوم 17 نوفمبر من عام 2003، لقضاء الفترة المتبقية من ولاية ديفيس. ثُم أُعيد انتخاب شوارزنيجر يوم 7 نوفمبر 2006، في في الانتخابات الخاصة بالحاكم لولاية كاليفورنيا في عام 2006، لقضاء فترة ولايته كحاكم، وهزم مرشح الديمقراطي فيل انغيليديس الذي كان أمين صندوق ولاية كاليفورنيا في ذلك الوقت. وحلف شوارزنيجر اليمين الدستورية لولاية ثانية في 5 يناير، 2007. في مايو 2004 و2007، تم تعيينه كواحد من الأشخاص في «تايم 100» وهم الذين يساعدون في تشكيل العالم.
شوارزنيجر تزوج من ماريا شرايفر وله أربعة أطفال، وانفصل عنها في عام 2011.

## النشأة
ولِد شوارزنيجر في النمسا، وقد سُمِّي عند التعميد أرنولد ألويس شوارزنيجر. ووالديه هما رئيس شرطة محلى اسمه جوستاف شوارزنيجر (1907 - 1972)، وزوجته أوريليا جادرني (1922—1998). تزوجا في 20 أكتوبر 1945 – ، وكان جوستاف (38 عاماً)، وأوريليا (23 عامًا)، وكانت أرملة ولها ابن اسمه مينهارد. كان والدا شوارزنيجر بالنسبة له غاية في الصرامة: «كان العالم آنذاك في النمسا مختلفاً جداً، وإذا فعلنا شيئاً سيئاً أو عصينا أبوينا، فلا يمكن تجنب السلطة.»  نشأ وترعرع في أسرة من الروم الكاثوليك الذين كانوا يحضرون القداس في الكنيسة كل يوم أحد.
كان جوستاف يعطي الأولوية لمينهارد، وهو الأخ الأكبر لأبنائه الإثنين. وكانت المحاباة لمينهارد «قوية وصارخة»، والتي نبعت من الشكوك التي لا أساس لها أن ارنولد لم يكن ولده. وقال شوارزنيجر أنّ والده «لم يكن لديه الصبر للاستماع أو التفاهم لمشاكلك... كان هناك جداراً؛ جداراً حقيقياً.»  كان شوارزنيجر على علاقة جيدة مع والدته، وبقي على اتصال معها حتى وفاتها. وفي آواخر حياته، قام شوارزنيجر بتكليف مركز سيمون فيزنتال للبحث في سجل والده في زمن الحرب، والذي لم يأت بأي دليل على الأعمال الوحشية رغم عضوية جوستاف في الحزب النازي وإس أيه.  كان شوارزنيجر في المدرسة على ما يبدو في الوسط، ولكن برزت شخصيته التي تتميز «بالمرح والفكاهة والاندفاع». كان المال يمثل مشكلة في منزله؛ وقد أشار شوارزنيجر إلى أن واحداً من العناوين الرئيسية في شبابه هي عندما اشترت أسرته الثلاجة.
لعب شوارزنيجر العديد من الألعاب الرياضية عندما كان صبياً، وقد تأثر بشكل كبير بوالده. وقد حمل أول ثقلة لرفع الأثقال له في عام 1960عندما قام مدربه علاء شيخ السروجية السوري لكرة القدم بأخذ فريقه إلى صالة الألعاب الرياضية المحلية. في سن الرابعة عشرة فضّل شوارزنيجر لعبة كمال الأجسام على لعبة كرة القدم (soccer) كوظيفة. قام شوارزنيجر بالرد على سؤال عما إذا كان في سن الثالثة عشرة من عمره حين بدأ رفع الأثقال قائلاً: "أنا بدأت فعلًا تدريبات الوزن عندما كان عمري خمسة عشر عامًا، ولكني كنت أشارك في الألعاب الرياضية، مثل: كرة القدم لسنوات حتى شعرت أنه على الرغم من أنني كنت ضئيلاً في الحجم، فقد كنت جيد النمو، على الأقل بما يكفي كي أتمكن من بدء الذهاب إلى الصالة الرياضية والبدء في الرفع الأولمبي. ومع ذلك زعمت السيرة الذاتية على موقعه الرسمي: "في ال14 من عمره، بدأ برنامج تدريبي مكثف مع محمود شيخ السروجية، ودرس علم النفس في سن ال15 (لمعرفة المزيد عن قوة العقل أكثر من الجسم)، وعند سن ال17 بدأ رسمياً حياته المهنية التنافسية."  ومن خلال خطاب ألقاه في عام 2001 قال فيه: "لقد شكلت خطة العمل الخاصة بي عندما كان عمري 14 عامًا. كان والدي يريد مني أن أكون ضابط شرطة مثله.  وكانت أمي تريد مني أن اذهب إلى المدرسة التجارية."
بدأ شوارزنيجر زيارة الصالة الرياضية في جراز، حيث كان يتردد أيضًا على دور السينما المحلية لرؤية صور كمال الأجسام مثل ريج بارك، ستيف ريفز، وجوني ويسمولر على الشاشة الكبيرة. "لقد أثر في بعض الأفراد مثل ريج بارك وستيف ريفز."  وعندما توفي ريفز في عام 2000، تذكره شوارزنيجر باعتزاز له: "عندما كنت مراهقًا نشأت مع ستيف ريفز. سمحت لي إنجازاته الرائعة بشعور ماهو ممكن، عندما لا يفهم الآخرون من حولي دائمًا أحلامي...  كان ستيف ريفز جزءاً من كل شيء سعيد واجهني بما يكفي لتحقيقه.
في عام 1961، قابل شوارزنيجر السيد السابق أوستريا كورت مارنو الذي دعاه للتدريب في الصالة الرياضية في جراز. وكان يخصّه في صغره أنه كان معروفًا عنه اقتحامه الصالة الرياضية المحلية في عطلات نهاية الأسبوع، وهذه الصالة عادة ما تكون مغلقة؛ حتى يتمكن من التدريب". مما يجعلني أشعر بالمرض هو تفويت التدريب... كنت أعرف أنني لا يمكن أن أنظر إلى نفسي في المرآة في صباح اليوم التالي إذا لم أفعل ذلك. وعندما سُئل شوارزنيجر عن تجربة فيلمه الأولى وهو صبي، أجاب: "كنت صغيرًا جدًا، ولكن أذكر والدي وهو يأخذني إلى المسارح النمساوية ورؤية بعض الأفلام الأخبار. وكان أول فيلم حقيقي رأيته والذي أتذكره بوضوح هو فيلم لجون واين.
في عام 1971، توفي شقيقه مينهارد في حادث سيارة. كان مينهارد قد شَرِبَ وقُتِلَ على الفور، ولم يحضر شوارزنيجر جنازته. وكان من المقرر أن يتزوج مينهارد من اريكا ناب، وكان لهما ابن ذو ثلاث سنوات اسمه باتريك. وسوف يقوم شوارزنيجر بدفع التعليم لباتريك ومساعدته على الهجرة إلى الولايات المتحدة. توفي جوستاف في العام التالي بسبب سكتة دماغية. وفي الفيلم الوثائقي ضخ الحديد(Pumping Iron ، ادّعى شوارزنيجر أنه لم يحضر جنازة والده لأنه كان يقوم بالتدريب لمسابقة كمال الأجسام. في وقت لاحق، قال كل من شوارزنيجر ومنتج الفيلم أنّ هذه القصة مأخوذة من لاعب كمال أجسام آخر لغرض إظهار النهايات التي سيخوضها بعضهم في رياضتهم، ولجعل صورة شوارزنيجر أكثر برودة وتشبه الآلة من أجل انتشار الجدل عن الفيلم. وقالت باربارا بيكر، وهي أول صديقة جدية له أنّه أبلغها من وفاة والده دون انفعال، وأنه لم يتحدث أبدًا عن شقيقه. بمرور الوقت، أعطى ما لا يقل عن ثلاثة إصدارات لماذا لم يحضر جنازة والده.
في مقابلة مع مجلة فورتشن في عام 2004، وصف شوارزنيجر كيف كان يعاني من «ما يسمى الآن بإساءة معاملة الأطفال» على يد والده.

### سن البلوغ المبكر
خدم شوارزنيجر في الجيش النمساوي في عام 1965 ليوفى سنة الخدمة الواحدة المطلوبة في ذلك الوقت من كل من بلغ 18 عاماً) من الذكور النمساويين. فاز في مسابقة سيد أوروبا (Mr. Europe) للشباب في عام 1965. قام شوارزنيجر بالغياب عن الخدمة العسكرية بدون إذن خلال التدريب الأساسي حتى يتمكن من المشاركة في المسابقة، وأمضى أسبوعًا في سجن الجيش: «إن المشاركة في المسابقة تعني الكثير بالنسبة لي حيث أنني لم أقم بالتفكير بعناية قي العواقب». كما فاز بمسابقة أخرى لكمال الأجسام في جراز، في فندق ستيرر هوف (حيث كان في المركز الثاني). وقد تم التصويت له كأفضل بنية رجل في أوروبا، والتي صنعت شهرته.
«يعتبر لقب سيد الكون (Mr. Universe) هو تذكرتي إلى أميركا أرض الفرص، حيث كنت أستطيع أصبح نجماً وثرياً.»  قام شوارزنيجر بأول رحلة طائرة في عام 1966، وحضر مسابقة سيد الكون لرابطة لاعبى كمال الأجسام الوطنية للهواة (the NABBA Mr. Universe) في لندن. جاء في المركز الثاني في مسابقة سيد الكون، حيث لم يكن لديه عضلات واضحة مثل الفائز الأميركي تشيستر يورتون. 
كان تشارلز بينيت «المهرج» أحد المحكمين في مسابقة عام1966, وقد أعجب بشوارزنيجر وعرض أن يكون مدرباً له. وكان مع شوارزنيجر القليل من المال، لذا دعاه بينيت إلى البقاء في منزل الأسرة المزدحم والذي كان أعلى إحدى صالتا الألعاب رياضية في فوريست جيت، لندن، انكلترا. وكان تحديد ساق يورتون هو الأفضل، لذا قام شوارزنيجر في إطار برنامج التدريب الذي وضعه له بينيت بالتركيز على تحسين تحديد العضلات والقوة في ساقيه. ولعل بقاءه في الطرف الشرقى للندن ساعده على تحسين فهمه البدائي للغة الإنجليزية. وقد تم دفع مستحقات التدريب في عام 1967، وفاز شوارزنيجر باللقب للمرة الأولى، ليصبح بذلك أصغر سيد للكون (Mr. Universe) في سن ال 20. وسوف يستمر بالفوز باللقب ثلاث مرات أخرى. ثم ذهب شوارزنيجر سريعاً إلىميونيخ، وقام بالتدريب لمدة من أربع إلى ست ساعات يوميًا، وقام بحضور ال business school والعمل بالنادي الصحي (الصالة الرياضية لرولف بتزينجر حيث كان يعمل ويتدرب خلال الفترة من 1966-1968)، وعاد في 1968 إلى لندن حيث فاز بلقب سيد الكون لمرة تالية. وكان كثيراً ما يقول لروجر C. فيلد، وهو صديق في ميونيخ في ذلك الوقت، «سوف أُصبح أعظم ممثل!»
.

### الانتقال إلى الولايات المتحدة

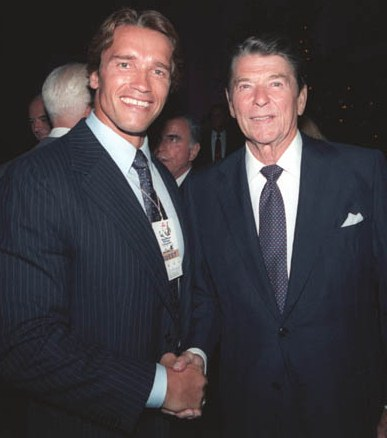
شوارزنيجر مع الرئيس رونالد ريغان في عام 1984.

انتقل شوارزنيجر إلى الولايات المتحدة في سبتمبر عام 1968 في سن ال21، وكان يتحدث الإنجليزية قليلاً. «وبطبيعة الحال، عندما جئت إلى هذه البلد كانت لهجتي سيئة للغاية، وكانت أيضا لهجتي قوية جدًا، والذي كان عقبة عندما بدأ في متابعة التمثيل». وكان يتدرب هناك في سانتا مونيكا، كاليفورنيا، على يد جو ويدر. من 1970 إلى 1974، كان ريك دراسين واحداً من شركاء شوارزينجر في تدريبات الوزن، وهو مصارع محترف الذي صمم شعار صالة ألعاب جولد الأصلية في عام1973. أصبح شوارزنيجر أيضا صديقاً جيداً للمصارع المحترف «سوبر ستار» بيلي غراهام في عام 1970، في سن 23 عامًا، احتل لقب مستر أولمبيا لأول مرة في نيويورك، وسوف يستمر في إحراز اللقب في ما مجموعة سبع مرات.
قد يكون شوارزنيجر من المهاجرين الغير شرعيين في بعض المراحل في أواخر 1960 أو بداية 1970 بسبب وجود مخالفات في شروط تأشيرة الدخول 
في عام 1969، التقى شوارزنيجر مع باربرا أوتلاند بيكر، وهى مدرس لغة إنجليزية وعاش معها حتى عام 1974. وتحدث شوارزنيجر عن باربرا في مذكراته عام 1977: "في الأساس كانت تفتقر إلى هذا: فقد كانت امرأة متوازنة الذين يريدون الحياة المعتادة، والصلبة، وإنني لم أكن رجلاً متوازناً، كما إنني أكره فكرة الحياة المعتادة. ووصف بيكر شوارزنيجر بأنه "[شخصية] مرحة، ساحراً للجماهير، محباً للمغامرة، ورياضي"، ولكن بدأت الإدعاءات حول نهاية العلاقة تشير إلى أنّه أصبح "لا يطاق، كلاسيكي مغرور وكأن العالم يدور حوله". نشرت بيكر مذكراتها في عام 2006، تحت عنوان أرنولد وأنا: في ظل شجرة البلوط النمساوية.  على الرغم من أن بيكر في بعض الأحيان كانت ترسم صورة غير محمودة لعشيقها السابق، فقد ساهم شوارزنيجر في الواقع في قول كل شيء يعرفه في الكتاب بالإضافة إلى المقدمة، واجتمع أيضًا مع بيكر لمدة ثلاث ساعات. على سبيل المثال، فقد ادّعت بيكر أنّها فهمت أنّه غير مخلص بعد انفصلاهما، والمحادثات المضطربة وحياة الحب والتعاطف. وجعل شوارزنيجر من الواضح أن جمع كل منهما لتلك الأحداث يمكن أن يختلف. وقد تقابلا لأول مرة ستة إلى ثمانية أشهر بعد وصوله إلى الولايات المتحدة، وكان أول موعد بينهما هو مشاهدة أول هبوط على سطح القمر أبولو على شاشات التلفزيون. وكانا يشتركان في شقة في سانتا مونيكا لمدة ثلاث سنوات ونصف السنة، وبسبب قلة المال، كانوا يزوروا الشاطئ كل يوم، أو يقوموا بحفلات الشواء في الفناء الخلفي. على الرغم من إدعاء بيكر عندما قابلته للمرة الأولى أنًه كان لديه "فهم قليل عن المجتمع المهذب"، كما وجدته يطفئ النور، وتقول: "إنه بقدر ما هو رجل عصامي كما أنه من الممكن أن يكون كما أنّه لم يحصل أبداً على التشجيع من والديه، وعائلته، وشقيقه. كل ما كان لديه فقط هو هذا العزم الشديد ليثبت نفسه، وأنه كان جذاباً للغاية... سأذهب إلى قبري إذا علمت أن آرنولد أحبني".
التقى شوارزنيجر بحبه التالي «سو موراي»، وهي مساعدة في تصفيف الشعر ببيفرلي هيلز، على شاطئ فينيس في يوليو 1977. ووفقًا لموراي، اختار الزوجين علاقة مفتوحة: «كنا مخلصين عندما كنا معًا في لوس آنجلوس... ولكن عندما كان خارج المدينة، كان كلانا حراً في أن نفعل كل ما كنا نريده.»  قابل شوارزنيجر ماريا شرايفر في مسابقة روبرت إف.كينيدي لكرة التنس في أغسطس 1977، واستمر في تكوين علاقة مع كلاهما حتى أغسطس 1978، عندما أصدرت موراي (التي علمت علاقته مع شرايفر) إنذارا نهائيًا.
قال شوارزنيجر أنّ حلمه الكبير من سن العاشرة هو الانتقال إلى الولايات المتحدة. وتساءل ماذا كان يفعل «في المزرعة» في النمسا، وأصبح على يقين من أنَّ كمال الأجسام كان «تذكرة سفره إلى أمريكا»: «أنا متأكد من أننى يمكنني الذهاب إلى أميركا إذا فزت بلقب سيد الكون (Mr. Universe).»  قالت جريدة لوس انجلوس ويكلي عام 2002 ان شوارزنيجر هو أكثر المهاجرين شهرةً في أميركا، والذي «تغلب على اللهجة النمساوية الثقيلة وتجاوز الخلفية المستبعدة في كمال الأجسام ليصبح أكبر نجم سينمائي في العالم في عام 1990» 

## وظيفة بناء الأجسام
يعتبر شوارزنيجر من أهم الشخصيات في تاريخ كمال الأجسام، وإرثه يتم الاحتفال به في مسابقة أرنولد كلاسيك السنوية لكمال الأجسام. ظل شوارزنيجر وجهاً بارزاً في رياضة كمال الأجسام لفترة طويلة بعد تقاعده، وذلك جزئيًا بسبب ملكيته لصالات الرياضة ومجلات اللياقة البدنية. فقد ترأس العديد من عروض المسابقات والجوائز.
ظل يكتب لسنوات عديدة عموداً شهرياً في مجلات كمال الأجسام «اللياقة والعضلات وفليكس». بعد وقت قصير من انتخابه كحاكم، وتم تعيينه كمحرر تنفيذي لكلا المجلتين، بصفة رمزية إلى حد كبير. وقد وافقت المجلات على التبرع بمبلغ 250,000 دولار في السنة إلى مبادرات الحاكم المختلفة للياقة البدنية. وكان لمجلة MuscleMag International  مقالاً شهريًا من صفحتين عليه، وتشير إليه بوصفه «الملك».
واحدة من المنافسات الأولى التي فاز بها هي مسابقة سيد أوروبا للشباب في عام 1965. وقد فاز في مسابقة سيد أوروبا في العام التالي، في سن ال 19. وسيستمر في المنافسة والفوز في العديد من مسابقات كمال الاجسام، وكذلك بعض مسابقات رفع الاثقال، بما في ذلك خمسة مسابقات لسيد الكون (في سيد الكون لاتحاد الرابطة الوطنية (NABBA) [إنجلترا]، 1 وفوز في الاتحاد الدولي للاعبى كمال الأجسام (IFBB)]] [الولايات المتحدة])، وفوز سبعة مرات بمسابقة مستر أولمبيا، وهو رقم قياسي والذي سيظل باقياً حتى فوز لى هانى الثامن على التوالي بلقب مستر أولمبيا في عام 1991.
وزن المسابقة: 240 رطل (الأعلى 250 رطلا)
الوزن في غير أوان الموسم: 260 رطل

### الرجل القوى
في عام 1967، تنافس شوارزنيجر وفاز بمسابقة ميونخ لرفع الحجر، والذي كان الحجر فيه يزن 508 رطل ألمانى (254 كيلوجرام/560 رطل) والذي يقوم برفعه بين ساقيه بينما هو واقف على مساند القدمين الإثنين. وقال شوارزنيجر التالي على حجه: «وخلال ذروة حياتي المهنية، كانت بطة ساقى 20 بوصة، والفخذين 28.5 بوصة، والخصر 34 بوصة، والصدر 57 بوصة والأذرع22 بوصة.»
في القرفصاء كاملة (الأرداف قريبة من الأرض), كان لشوارزنيجر رقماً قياسياً في وزن 181 كيلوجرام/400 رطل لمدة اثني عشر مرة من التكرار.

### مستر أولمبيا
كان هدف شوارزنيجر هو أن يصبح أعظم لاعب كمال اجسام في العالم، بما يعني أن يصبح مستر أولمبيا|مستر أولمبيا  كانت محاولته الأولى في عام 1969، عندما خسر امام بطل العالم سيرجيو أوليفا ثلاث مرات. ومع ذلك، عاد شوارزنيجر في عام 1970 وفاز في المسابقة، مما يجعل منه أصغر مستر أولمبيا في سن ال 23، وهو رقم قياسى يحمله إلى يومنا هذا.
وقد واصل الانتصارات المتتالية في المسابقات ما بين 1971—1974. في عام 1975، كان شوارزينجر في القمة مرة أخرى، وفاز باللقب للمرة السادسة على التوالي،  عند فوزه على فرانكو كولومبوس. بعد مسابقة مستر أولمبيا عام 1975، أعلن شوارزنيجر اعتزاله من مهنة كمال الاجسام.
قبل أشهر من مسابقة مستر أولمبيا لعام 1975، أقنع المنتجين جورج باتلر وروبرت فيوري شوارزنيجر على المنافسة، من أجل تصوير تدريباته لكمال الأجسام في فيلم وثائقى اسمه ضخ الحديد. كان أمام شوارزنيجر ثلاثة أشهر فقط للاستعداد للمسابقة، بعد فقدان الكثير من الوزن ليظهر في فيلم البقاء جائعاً Stay Hungry مع جيف بريدجز ثبت أنً لو فريجنو لا يشكل تهديداً، وفاز شوارزنيجر بمجهود أقل من المعتاد بإقناع بمسابقة مستر أولمبيا لعام 1975.
خرج شوارزنيجر من التقاعد، ولكن، للتنافس في عام 1978 على لقب مستر أولمبيا. كان شوارزنيجر يقوم بالتدريب لدوره في فيلم كونان، وانه أصبح في شكل جيد بسبب ممارسته رياضة الجرى، وركوب الخيل، والتدريب على السيف، وحيث أنًه قرر انه يريد الفوز في مسابقة مستر أولمبيا للمرة الأخيرة. احتفظ سراً بهذه الخطة، خشيةً من وقوع حادث أثناء التدريب والذي من شأنه أن يمنعه من دخول المسابقة ويسبب له خسارة ماء الوجه. وقد تم استئجار شوارزنيجر لتقديم التعليق قي وقت توقف اللعب (color commentary) لشبكة التلفزيون، عندما أعلن في الساعة الحادية عشرة أنه بينما كان هناك : «لماذا لا تنافس؟» وقد أنهى شوارزنيجر الفوز بالحدث بعد سبعة أسابيع فقط من التحضير. بعد أن تم إعلانه مستر أولمبيا للمرة السابعة، اعتزل شوارزنيجر رسمياً من المسابقة.

### استخدام الستيرويد
اعترف شوارزنيجر باستخدام الستيرويد الإبتنائي المعزز للأداء، وذلك عندما كان قانونياً، وكتب في عام 1967 أنً «المنشطات كانت مفيدة بالنسبة لي في الحفاظ على حجم العضلات في حين خضوعى لنظام غذائي صارم في فترة التحضير للمسابقة. لم أكن استخدمها لنمو العضلات، بل من أجل الحفاظ عليها للتباهى». أطلق على المخدرات «بناء الأنسجة.» 
في عام 1999، رفع شوارزنيجر دعوى قضائية ضد الدكتور فيلى هييب، وهو الطبيب الألماني الذي توقع علناً الوفاة المبكرة للاعب كمال الاجسام، على أساس وجود علاقة بين استخدام الستيرويد ومشاكل القلب في وقت لاحق. ولأن الطبيب لم يقم بفحصه شخصيا، جمع شوارزنيجر 20,000 مارك (12,000 دولارا) كحكم للتشهير ضده في إحدى المحاكم الألمانية. في عام 1999، رفع شوارزنيجر أيضاً دعوى ضد وتفاهم مع جلوب، وهي صحيفة شعبية الولايات المتحدة والتي لها تنبؤات مماثلة عن صحة لاعبى كمال الاجسام في المستقبل. وُلِد شوارزنيجر بصمام أورطى bicuspid، وهو صمام أورطى وريقتين فقط (صمام الأورطي العادي له ثلاثة وريقات). في وقت متأخر من عام 1996، قبل عام من إجراء شوارزنيجر لجراحة القلب المفتوح لاستبدال هذا الصمام الاورطى مع صمام بشرى homograft، وقد دافع شوارزنيجر علناً عن استخدامه الستيرويد خلال مسيرته في كمال الاجسام. {4/ه

## مهنة التمثيل
أراد شوارزنيجر ان ينتقل من مهنة كمال الأجسام إلى مهنة التمثيل، وأخيرا حقق ذلك عندما تم اختياره للعب دور هرقل في عام 1970 لفيلم هرقل في نيويورك وقد نُسِب إليه اسم "أرنولد سترونج" لأن كانت لهجته في الفيلم ثقيلة جدا حيث كان هذا هو الحد الفاصل الذي كان بسبب لأن الدوبلاج بعد الإنتاج. كان دوره في الفيلم الثاني هو دور قاتل بأجر تابع للمافيا أصم وأبكم للمخرج روبرت التمان والفيلم هو وداعا لونغ (1973)، الذي كان يتبعه جزء أكثر أهمية في فيلم البقاء جائعاً (فيلم)|البقاء جائعاً (1976) والذي فاز عنه بجائزة غولدن غلوب لنجم السنة الجديد وقد تكلم شوارزنيجر حينها عن صراعاته التي كانت في بداياته في مهنة التمثيل. "لقد كان صعبا جدا بالنسبة لي في البداية، قيل لي من قبل الوكلاء وبعض الذين يقومون باختيار أدوار الممثلين انً جسمي كان 'غريباً جداً'، وأنً لي لهجة مضحكة، وأنً إسمى طويل جداً. إنًه اسمك، ولكنًهم قالوا لي أنًى مُضطر إلى تغييره. أساساً، قيل لى في كل مكان ذهبت إليه أننى لن تتاح لى الفرصة.
لفت شوارزنيجر الانتباه وعزز مكانته في فيلم كمال الاجسام «ضخ الحديد» Pumping Iron) (1977)،  التي كانت فيه عناصر درامية. في عام 1991، اشترى شوارزنيجر الحقوق في الفيلم، لقطاته، وما يرتبط بها من التصوير الفوتوغرافي. وقد تم اختيار شوارزنيجر لدور البطولة في فيلم هالك العجيب، ولكن لم يفز في الدور نظراً لقامته. في وقت لاحق، أخذ لو فريجنو دور الصديق المقرب لدكتور ديفيد بانر. ظهر شوارزنيجر مع كيرك دوغلاس وآن مارجريت، في الفيلم الكوميدى عام 1979 الشرير. في عام 1980 قام ببطولة في فيلم يحكى السيرة الذاتية لممثلة من عام 1950 وهىجين مانسفيلد، والذي قام فيه بدور زوج مانسفيلد ميكي هارجيتاى.
وكن فيلم شوارزينجر الذي أحدث فيه تقدماً مفاجئاً هو الفيلم الملحمى السيف والسحر كونان البربري (Conan the Barbarian) في عام 1982، والذي أحدث تقدماً كبيراً في شباك التذاكر. وقد تبع ذلك تكملة تحت اسم كونان المدمر (Conan the Destroyer) في عام 1984، على الرغم من أنً إرادات شباك التذاكر كانت مخيبة للآمال. في عام 1983، لعب شوارزنيجر دور البطولة في فيديو ترويجي "مهرجان قي ريو دي جانيرو (Carnival in Rio)".

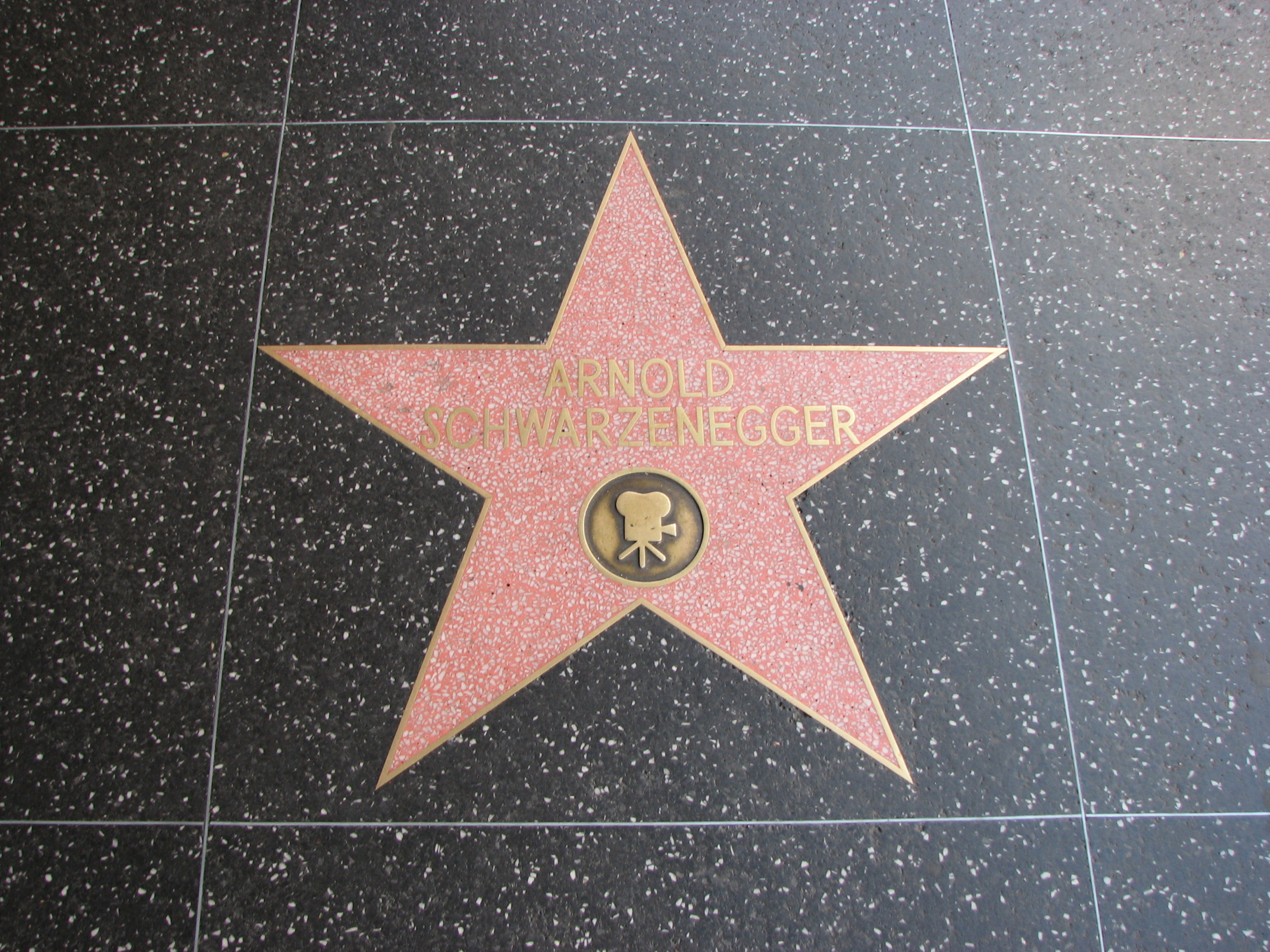
نجمة ارنولد شوارزنيجر على ممشى المشاهير في هوليوود

في عام 1984، كان أول ظهور له من أصل ثلاثة كشخصية حاملة لقب أو كما يقول البعض كان دور التوقيع في مهنة التمثيل وذلك من خلال القصة المثيرة لفيلم الخيال العلمى للمخرج جيمس كاميرون "المبيد" (The Terminator).  وبعد فيلم المنتهي، قدًم شوارزنيجر فيلم ريد سونيا (Red Sonja) في عام 1985، والذي «هبط دون أن يترك أثرا.» 
خلال عام 1980، كان للجماهير شهية كبيرة لأفلام الحركة، لكل من شوارزنيجر وسيلفستر ستالون والذين أصبحوا نجوماً دوليين. تعكس أدوار شوارزنيجر شخصيته المضحكة، وغالباً إحساس استنكاره لنفسه (والتي تشمل أحياناً التورية السيئة الشهيرة)، والتي تفصله عن أدواره الأكثر جدية التي نجح فيها. وقد صوًرر فيلمه عن العالم البديل Last Action Hero ملصقاً لفيلم المدمر 2: يوم الحساب في الكون البديل الخيالى به صورة سيلفستر ستالون بصفته نجم الفيلم.
عقب وصوله كنجم من نجوم هوليوود، قام بتقديم عددا من الأفلام الناجحة: كوماندو (1985)، صفقة أولية Raw Deal (1986)الرجل المندفع The Running Man حرارة حمراء (Red Heat(1988. في فيلم بريداتور (1987)، وهو آخر فيلم ناجح، قاد شوارزنيجر طاقم الممثلين والتي شملت حاكم ولاية مينيسوتا فيما بعد جيسي فنتورا، (ظهر فنتورا أيضاً في فيلم الرجل المندفع، وباتمان اند روبن مع شوارزنيجر), والمرشح لحكم ولاية كنتاكي فيما بعد سوني لاندهام.
التوائم (1988)، وهو فيلم كوميدى مع داني ديفيتو، وكان يعتبر من وتيرة التغيير، وقد أثبتت أيضاً نجاحها. وقد حقق فيلم الاستدعاء الكامل (1990) ربحاً لشوارزنيجر قدره 10 ملايين دولار ونسبة 15 ٪ من الإجمالي، وتم الإشادة به على نطاق واسع، سيناريو الخيال العلمي من إخراج بول فرهوفن، مبنياً على قصةفيليب ك ديك القصيرة يمكننا أن نتذكرها من أجلك كليا. قام فيلم شرطى روضة الأطفال (Kindergarten Cop(1990) بلم شمله مع المخرج ايفان ريتمان، الذي قام بتوجيهه في فيلم التوائم.
كان لشوارزنيجر مهمة قصيرة في الإخراج، أولاً مع حلقة عام 1990 من المسلسل التليفزيونى حكايات من القبو حكايات من السرداب، وعنوانها قائمة حكايات من حلقات القبو الموسم 2 (1990)التبديل (The Switch)، ثم مع فيلم تلفزيونى عيد الميلاد في كونيكتكت عام 1992. ولم يقم بالإخراج منذ ذلك الحين.

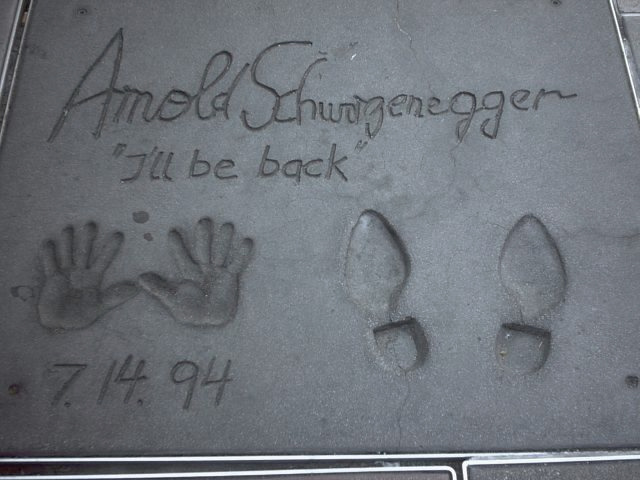
آثار أقدام أرنولد شوارزنير أمام مسرح جرومان الصيني

وكانت العلامة التجارية لشوارزينجر وهى خط يشير لارتفاع المياه بمثابة عودة له، كما كان الطابع في الشخصية ذات اللقب في عام 1991 والمدمر 2: يوم الحساب، والذي كان أعلى الأفلام ربحاً لعام 1991. في عام 1993، أطلقت الرابطة الوطنية لأصحاب المسارح عليه «النجم الدولي لهذا العقد.»  وصدر مشروع فيلمه التالى، وهو فيلم علم النفس عام 1993, وهو العمل الكوميدي الساخر اخر أبطال المعركة مقابل فيلم حديقة الديناصورات.
مع معاناة شباك التذاكر نتيجة لذلك. كان فيلمه الكوميدى التالى وهو أكاذيب حقيقية (1994) ذو شعبية كبيرة والذي كان يصور مجموعة من المقاومة الفلسطينية بالحمقاء وهم حصلوا على القنبلة النووية، استعداداً لتفجير مدينة لوس أنجلوس، إعلاناً باسم الجهاد ضد المدنيين، وكان الممثل البريطاني من أصل هندي أرت مالك في دور «سالم أبو عزيز»، توعد أمام المشاهدين بتفجير القنبلة وقتل النساء والأطفال، تحقيقاً لرغباتهم، وواصل شوارزنيجر كبطل الفيلم «هاري تاسكر» لقتل الإرهابيين، حتى القضاء على زعيمهم عزيز بالصاروخ العسكري ليلقى المخربين حتفهم. في وقت إصدار فيلم ترو لايز كان من أغلى الأفلام المنتجة أناذاك، والذي كلف ما بين 100 مليون[2][3] و120 مليون[4] دولار.
وجمع شوارزنيجر، مع مخرج المنتهي جيمس كاميرون، والذي يظهر فيه أمام جيمي لي كورتيس.
بعد ذلك بقليل جاء الفيلم الكوميدى الناشئ (Junior) عام (1994)، وهو الأخير من ثالث تعاون مع إيفان ريتمان، ومرة أخرى شاركته في البطولة داني ديفيتو. جلب هذا الفيلم جلب لشوارزنيجر الترشيح للمرة الثانية للجولدن جلوب، وهذه المرة جائزة غولدن غلوب لأفضل ممثل—فيلم موسيقي أو كوميدي وتبع ذلك فيلم الاثارة Eraser لعام 1996 ، والكتاب الهزلي باتمان اند روبن (Batman & Robin) (1997)، حيث لعب دور السيد فريز الشرير. هذا هو فيلمه الأخير قبل اتخاذ الوقت للتعافي من اصابة في الظهر. بعد الفشل الخطير لباتمان اند روبن، بدأت حياة شوارزنيجر المهنية، وصدارة شباك التذاكر في الانخفاض.
وأُعلِن عن العديد من المشاريع السينمائية التي يرافق فيها شوارزنيجر أحد النجوم، بما في ذلك الطبعة الجديدة من كوكب القرود (Planet of the Apes)، وهو نسخة جديدة من فيلم أنا أسطورة (I Am Legend) وسيناريو فيلم عن الحرب العالمية الثانية لكوينتين تارانتينو والذي يظهر فيه شوارزنيجر للمرة الثالثة بدور النمساوى (بعد الناشئ وشرطى روضة الأطفال).
بدلا من ذلك، عاد بعد توقف مع فيلم خارق وهو نهاية أيام (End of Days) (1999)، تلاها بعد ذلك أفلام الحركة اليوم السادس (The 6th Day) (2000) ، والأضرار الجانبية (Collateral Damage) (2002) وكلها فشلت في تحقيق نتائج جيدة في شباك التذاكر. في عام 2003، كان ثالث ظهور له كصاحب عنوان الفيلم المُنتهي 3: ظهور الآلات، والذي استمر في كسب أكثر من 150 مليون دولار محليا.
تكريما لشوارزنيجر في عام 2002، كان منتدى Stadtpark، وهو جمعية ثقافية أمريكية واقترح خططا لبناء تمثال لشخصية أرنولد في فيلمه الشهير Terminator بطول 25 مترا (82 قدما) في حديقة في وسط جراز. قيل أنً الناس كانوا يجملون شوارزنيجر، ولكن يُعتقد ان هذا المبلغ كان من الأفضل أن ينفق على مشاريع اجتماعية والأولمبياد الخاص. 
شمل ظهور آخر فيلم له ظهور الجوهرة لثلاث ثوانى وهو الخلاصة (The Rundown) (اكا، مرحبا بكم في الغابة) مع ذ روك، وعام 2004 طبعة جديدة من حول العالم في 80 يوم حيث ظهر على الشاشة مع نجم العمل جاكي شان للمرة الأولى.
عبًر شوارزنيجر صوتياً عن البارون فون ستوبين في الحلقة 24 من «فالي فورج» من أطفال الحرية (Liberty's Kids). في عام 2005 ظهر في بنفسه في فيلم الطفل وأنا (The Kid & I)
تردد أنً شوارزنيجر ظهر في إنقاذ المُنتهي كنموذج تى-800 الأصلى، جنبا إلى جنب مع رولاند كيكينجر. نفى شوارزنيجر تورطه. ولكن انكشف في وقت لاحق أنه على الرغم من انه سوف يظهر لفترة وجيزة انه لن يكون هناك تصوير لقطات جديدة، وسوف توضع صورة له في هذا الفيلم من فيلم سابق.

## حياته السياسية

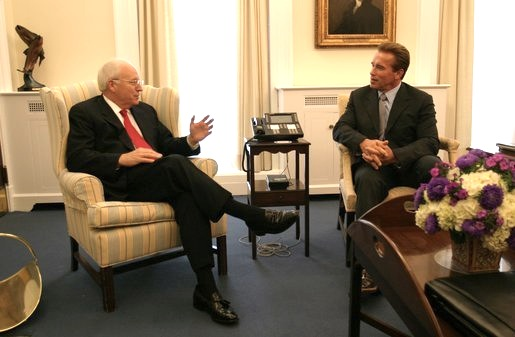
نائب الرئيس الامريكى ديك تشينى يجتمع مع شوارزنيجر للمرة الأولى في البيت الأبيض

### السياسة في وقت مبكر
كان شوارزنيجر مسجلاً ضمن الجمهوريين لسنوات عديدة. وجعل كونه ممثلاً ان أصبحت نظرته السياسية معروفة دائماً لأنها تتناقض مع وجهات نظر كثير من نجوم هوليوود البارزين الآخرين، الذين عادة ما ينظر إليهم كمجتمع ذو ميول ليبرالية وديمقراطية. في المؤتمر الوطني الجمهوري عام 2004، ألقى شوارزنيجر كلمة وشرح لماذا هو من الحزب الجمهوري:
في عام 1985 ظهر شوارزنيجر في وقف الجنون Stop the Madnessوهو فيديو موسيقى ينقد المخدرات برعاية إدارة الرئيس رونالد ريغان قام في البداية بإخبار العامة على نطاق واسع بأنًه من الحزب الجمهوري خلال انتخابات 1988 الرئاسية، وبعد ذلك رافق نائب الرئيس جورج بوش في تجمع انتخابي.
كان أول تعيينا سياسيا لشوارزنيجر هو رئيساً لمجلس الرئيس المسؤول عن اللياقة البدنية والرياضة، والتي خدم فيها من 1990 إلى 1993. وقد تم ترشيحه من قبل جورج بوش الأب، الذي أطلق عليه كونان الجمهوري". كما عمل في وقت لاحق كرئيساً لمجلس حاكم ولاية كاليفورنيا المسؤول عن اللياقة البدنية والرياضة في ظل الحاكم بيت ويلسون. حتى الآن، وصف المحللين السياسيين شوارزنيجر بأنه ليبرالي، حيث أنه أصبح أكثر ميلاً إلى اليسارية منذ انتخابه.
بين عامي 1993 و1994، كان شوارزنيجر هو سفير الصليب الأحمر (الدور الشرفى الذي يحظى به المشاهير)، كما قام بتسجيل العديد من إعلانات الخدمة العامة التلفزيون / الراديو للتبرع بالدم. وحصل على فائدة قليلة عند ارتداءه قميص أبيض عليه الصليب الأحمر، في حين أخذ وضعاً عند التصوير ثانياً ذراعه؛ تم وضع الصورة في العديد من مجلات المشاهير.
في مقابلة مع مجلة الحديث في أواخر عام 1999، سُئل شوارزنيجر إذا كان يعتقد أنه سيتم ترشيحه للمنصب. اجاب : "أفكر في ذلك عدة مرات. وهناك إمكانية، لانني اشعر بها في داخلي. ادًعت هوليوود ريبورتر بعد ذلك بفترة قصيرة أنً شوارزنيجر يسعى لانهاء التكهنات بإمكاية ترشيح نفسه كحاكم لولاية كاليفورنيا.  قال شوارزنيجر عقب تصريحاته الأولية "أنا في مجال عروض الأعمال التجارية وأنا في منتصف مسيرتي. لماذا أذهب بعيدا عن ذلك، وأقفز إلى شيء آخر؟ 

### حاكم ولاية كاليفورنيا

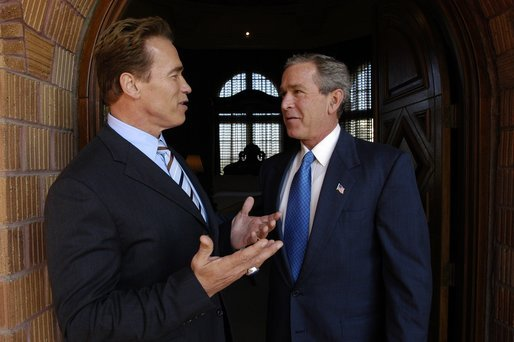
الرئيس جورج دبليو بوش يجتمع مع شوارزنيجر بعد نجاحه في الانتخابات كحاكم لولاية كاليفورنيا

أعلن شوارزنيجر ترشيحه في انتخابات الانسحاب لعام 2003 عن ولاية كاليفورنيا كحاكم للولاية في 6 أغسطس 2003, حلقة من برنامج الليلة مع جاي لينو.  يعتبر شوارزنيجر هو أكثر الأسماء المرشحة تمييزاً كمرشح في انتخابات الانسحاب في الميدان المزدحم بالمرشحين، لكنه لم يمسك بالوظائف العامة، وآرائه السياسية لم تكن معروفة لمعظم سكان كاليفورنيا. أصبح ترشيحه على الفور من الأخبار الوطنية والدولية، مع وصفه في وسائل الاعلام ب«الحاكم» (في إشارة إلى أفلام المُنتهى، انظر أعلاه) و«المُندفِع» (اسم لفيلم آخر من أفلامه)، واصفا انتخابات الانسحاب ب«الانسحاب الكلى» (نجومية آخرى لشوارزنيجر). أصبح شوارزنيجر مُقِلاً في المشاركة في مناقشات عديدة مع مرشحين انسحاب آخرين، وظهر في مناقشة واحدة فقط في 24 سبتمبر، 2003.
يوم 7 أكتوبر من عام 2003، وأسفرت انتخابات الاستبدال إلى عزل الحاكم جراى ديفيس من منصبه مع 55.4 ٪ من التصويت بنعم لصالح الاستبدال. انتُخِب شوارزنيجر حاكما لكاليفورنيا في إطار السؤال الثاني على ورقة الاقتراع مع 48.6 ٪ من أصوات الناخبين لاختياره خلفاً لديفيس. هزم شوارزنيجر الديموقراطي كروز بوستامانتي وزميله الجمهوري توم مكلينتوك، وغيرهم. تلقى اقرب منافسيه بوستامانتي أقل من 32 في المئة من الاصوات. في الإجمالي فاز شوارزينجر في الانتخابات بما يقرب من 1.3 مليون صوت. بموجب النظام الأساسي لدستور ولاية كاليفورنيا، لم يكن مطلوباً انتخابات للإعادة. كان شوارزنيجر هو أول حاكم من أصل أجنبى لولاية كاليفورنيا منذ الحاكم ذو الأصل الأيرلندي جون ج. داوني في عام 1862.
حالما تم انتخاب شوارزنيجر كحاكم، قال ويلي براون انه سيبدأ حملة لاستبدال الحاكم. تم منع شوارزنيجر على حد سواء في ما اعتبره انتداب له في تنظيم المرور المزدحم. بناء على الشعار في الرسم الذي يسخر جزئياً من مسيرته في رياضة كمال الاجسام، أطلق شوارزنيجر على السياسيين في الولاية الديمقراطية "الرجال المخنثين" (كرد فعل على رسم ساترداي نايت لايف تحت اسم «هانز وفرانز»).

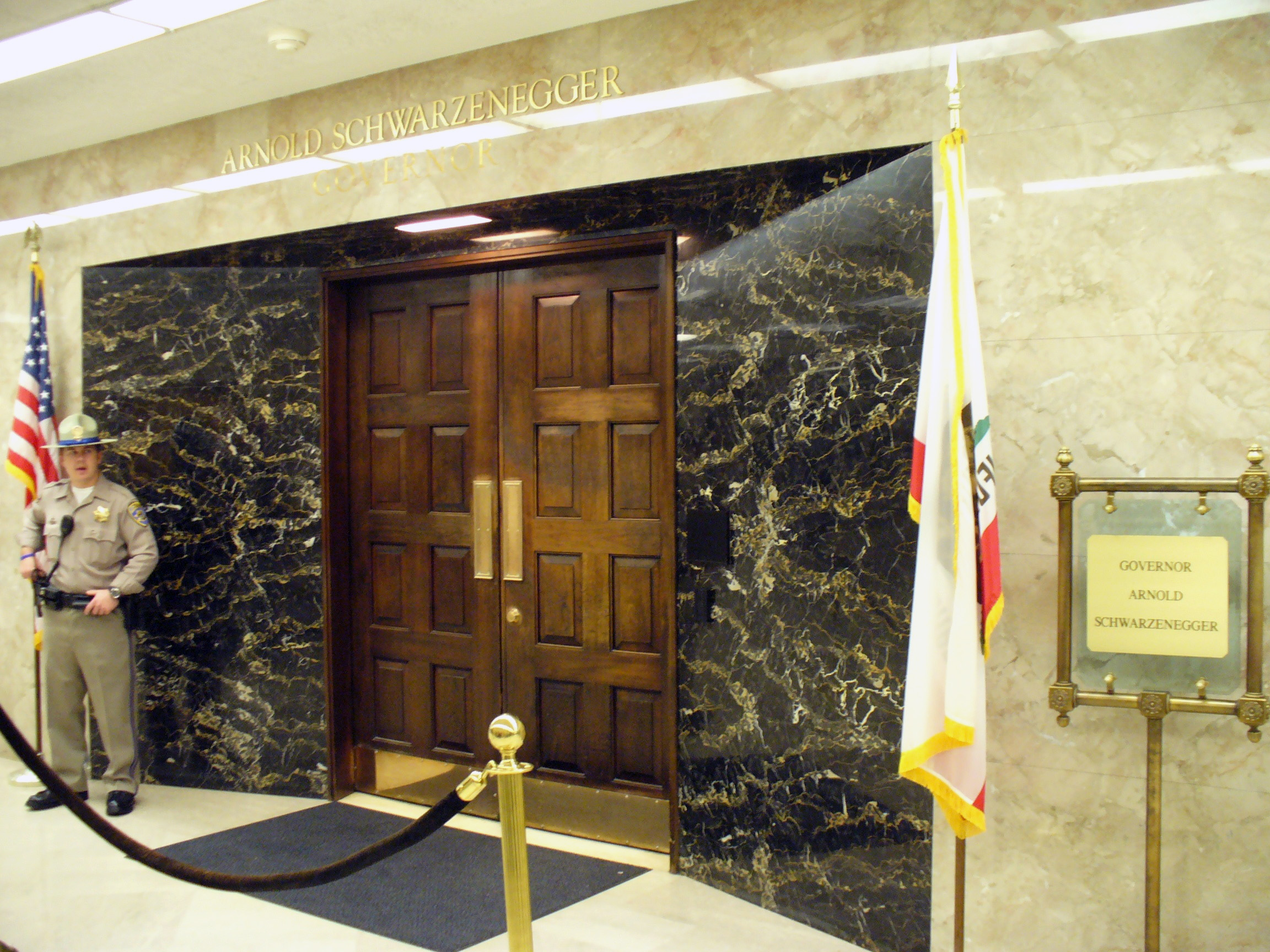
مكتب الحاكم في ولاية كاليفورنيا الكابيتول

شملت انتصارات شوارزينجر في وقت مبكر إلغاء الزيادة في رسوم تسجيل المركبات التي لا تحظى بشعبية، وكذلك منع رخص القيادة التي تعطى إلى المهاجرين الغير شرعيين، ولكن بعد ذلك بدأ يشعر برد فعل عنيف عندما بدأ اتحاد الولايات القوية معارضة مبادراته المختلفة. كان المفتاح بين اقرانه في الحقائق السياسية هي الانتخابات الخاصة التي دعاإليها في نوفمبر 2005، والتي إنهزم فيها أربعة مقاييس للاقتراع كانت برعايتة. قبل شوارزنيجر المسؤولية الشخصية عن هذه الهزائم، وتعهد مواصلة السعي للتوصل إلى توافق في الآراء بالنسبة لشعب ولاية كاليفورنيا. وقام بالتعليق في وقت لاحق قائلاً «لا يمكن لأحد أن يفوز إذا وضعت المعارضة 160 مليون دولار لهزيمتك»
خالف شوارزنيجر نصيحة الزملاء الاستراتيجيين الجمهوريين وعيًن مواطنه ديمقراطية هي سوزان كينيدي بصفتها رئيساً لهيئة الاركان. انتقل شوارزنيجر تدريجيا نحو موقف أكثر اعتدالاً سياسياً، عاقدة العزم على بناء ميراث فائز في وقت قصير من موعد إجراء الانتخابات لمنصب الحاكم القادم.
فقد ظهر إلى جانب زميله الممثل جاكي شان في حول العالم في 80 يوما، في إعلان الحكومة لمكافحة التعدي على حق المؤلف. 
رشح شوارزنيجر نفسه لاعادة الانتخاب في مواجهة الديموقراطي فيل انغيليديس، أمين الصندوق في ولاية كاليفورنيا، في انتخابات 2006، التي عقدت في 7 نوفمبر 2006. على الرغم من ضعف المستوى هذا العام على الصعيد الوطني العام للحزب الجمهوري، فقد أُعيد انتخاب شوارزنيجر مع 56.0 في المئة من الاصوات بالمقارنة مع 38.9 ٪ لانغيليديس، بفارق أكثر من مليون صوت. في السنوات الأخيرة، رأى العديد من المعلقين شوارزنيجر يبتعد عن الحق ويتجه إلى وسط الطيف السياسي. بعد الاستماع إلى خطاب شوارزنيجر في عام 2006 قال مارتن لوثر كنج، الابن بريكفاست، عمدة سان فرانسيسكو جافين نيوسوم، انه «قي طريقه ليصبح ديمقراطي [... وإنًه يرجع للخلف، ليس للمركز وحسب. وأود أن أقول ليسار المركز».
يحكى عن ان شوارزنيجر قد يرشح نفسه لمجلس الشيوخ في الولايات المتحدة في عام 2010، حيث أن منصب الحاكم سيكون محدودا على المدى بحلول ذلك الوقت.

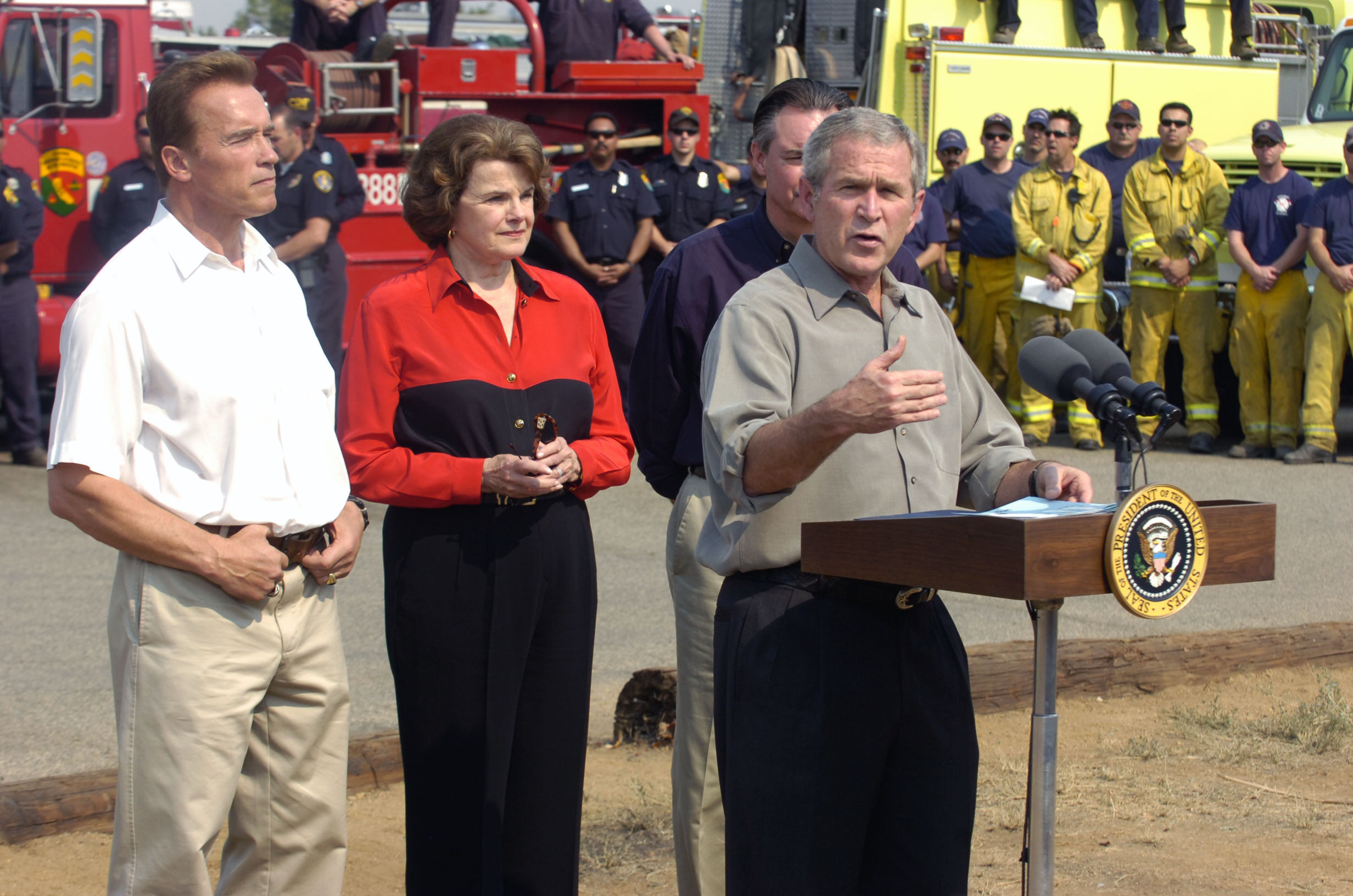
مع شوارزنيغر والسيناتور ديان فاينشتاين خلفه، الرئيس الاميركي جورج بوش تعليقات على حرائق الغابات وجهود مكافحة الحرائق في ولاية كاليفورنيا، أكتوبر 2007

زعم ويندي لي الذي كتب سيرة غير رسمية بشأن شوارزنيجر أنه تآمر من أجل صعوده السياسي منذ سن مبكرة باستخدام السينما التجارية وكمال الاجسام ووضع أحجار البناء للفرار من المنزل المحزن. صوًر ليه شوارزنيجر كالمهووس بالسلطة، ونقل عنه قوله "أردت أن أكون جزءا من نسبة مئوية صغيرة من الناس الذين كانوا قادة، وليس من الكتلة الكبيرة من التابعين. وأعتقد أنه لأنني رأيت قادة يستخدمون 100 ٪ من إمكاناتهم  –  وكنت دائما مفتوناً الناس الذين يسيطرون على آخرين. قال شوارزنيجر أنه لم تكن أبدا نيته الدخول في السياسة، لكنه يقول: "تزوجت في عائلة سياسية. تكون دائماً معهم وتسمع عن السياسة، عن الوصول إلى مساعدة الناس. لقد تعرضت لفكرة كونى موظفا عموميا، وأصبح يونيس وسارجنت شرايفر هم أبطالى. كانت يونيس كينيدي شرايفر شقيقة جون إف كنيدي، وحماة شوارزنيجر، سارجنت شرايفر هو زوج يونيس وحما شوارزنيجر. وفقا لإعادة التقييم لسنة 2005 لمجلة تايم، كان أنصار شوارزنيجر يأملون تعديل الدستور حتى يتمكن من ترشيح نفسه كرئيس للولايات المتحدة؛  لكنه في الوقت الراهن لا يمكن أن يشغل هذا المنصب لأنه ليس من المواطنين الذين ولدوا قي الولايات المتحدة. في فيلم عائلة سمبسون، تم تصوير شوارزنيجر على أنه الرئيس، وفي فيلم رجل الخراب لسيلفستر ستالون تم الكشف على أنه هناك تعديل للدستور الذي يسمح له بالترشح لمنصب الرئيس.
يعتبر شوارزنيجر مواطناً مزدوجاً النمسا / الولايات المتحدة. فقد حمل الجنسية النمساوية عند الميلاد، وحمل الجنسية الأمريكية منذ أن أصبح من المتجنسين في عام 1983. وأدى كونه نمساوياً وبالتالى أوروبياً إلى أنًه أصبح قادراً على الفوز بجائزة حملة صوت أوروبا لعام 2007 لاتخاذ إجراءات ضد تغيير المناخ في ولاية كاليفورنيا مع حلول للاحتباس الحراري العالمي لعام 2006، والتخطيط لإبدال الانبعاثات الغازية مع الولايات الأخرى الأميركية وربنا مع دول الاتحاد الأوروبي. ولا يزال شوارزنيجر معروفاً بجنسيته الأميركية، كما أنًه أظهر ميلاً كبيراً لولاية كاليفورنيا أكثر من موطنه الأجنبى.
لم يقبل شوارزنيجر براتب الحاكم وهو 175,000 دولار سنويا.
كان تأييد شوارزنيجر في الحزب الجمهوري هو تمهيداً له في انتخابات الرئاسة الأمريكية عام 2008 وكانت يسعى إليه للغاية، على الرغم من كونه صديقاً جيداً مع المرشحين رودي جولياني والسناتور جون ماكين، فقد ظل شوارزنيجر محايداً خلال عام 2007 وأوائل عام 2008. انسحب جولياني من السباق الرئاسي في 30 يناير عام 2008، وذلك إلى حد كبير بسبب الأداء الضعيف في ولاية فلوريدا، وأيد ماكين. وفي وقت لاحق من تلك الليلة، كان شوارزنيجر كان من بين الحضور في النقاش الجمهوري في مكتبة رونالد ريجان الرئاسية في سيمي فالي، كاليفورنيا. في اليوم التالي، قال إنه يؤيد ماكين وقال مازحا «انه خطأ رودي!» (في إشارة إلى صداقاته مع كلا المرشحين، وأنه لا يمكن أن يعوض عقله). ويُعتقد أنً تأييد شوارزنيجر أعطي دفعة لحملة ماكين عضو مجلس الشيوخ، وكلاهما تحدث عن مخاوفه بشأن البيئة والاقتصاد.

#### ثلاث ضربات لتعديل قانون
لعب الحاكم شوارزنيجر دوراً هاماً في معارضة اقتراح 66، والتعديل المقترح من ولاية كاليفورنيا بشأن قانون الثلاث ضربات في نوفمبر 2004. يتطلب هذا التعديل أن تكون الجناية الثالثة إما عنيفة أو خطيرة من أجل قضاء مدة 25 عاماً أو السجن مدى الحياة. في الأسبوع الأخير قبل الاقتراع، شن شوارزنيجر حملة مكثفة  ضد اقتراح 66. وذكر أن «انها ستطلق سراح 26,000 من المجرمين الخطرين والمغتصِبين».

### السجل البيئي
في 27 سبتمبر 2006، وقًع شوارزنيجر مشروع قانون يقضي بإنشاء أول غطاء قومى للمشتل الأخضر بسبب انبعاثات الغازات. وضع القانون لوائح جديدة بشأن كمية المرافق المستخدمة في الانبعاثات، والمصافي النفط وتصنيع النباتات ما سيسمح بإطلاقه في الغلاف الجوي. كما وقًع شوارزنيجر الوثيقة الثانية لمشكلة الاحتباس الحرارى العالمي، والذي يمنع المرافق الكبيرة والشركات في ولاية كاليفورنيا من صنع عقود طويلة الأجل مع الموردين الذين لا يستوفون الدولة معايير الانبعاثات من غازات المشاتل الخضراء. والوثيقتان هما جزء من خطة للحد من الانبعاثات في ولاية كاليفورنيا بنسبة 25 في المئة من مستويات عام 1990 بحلول عام 2020. في عام 2005، أصدر شوارزنيجر أمراً تنفيذياً يدعو لخفض انبعاثات الغازات المسببة للاحتباس الحراري إلى 80 في المئة دون مستويات عام 1990 بحلول عام 2050.
وقًع شوارزنيجر امراً تنفيذياً آخر يوم 17 أكتوبر 2006 يسمح لكاليفورنيا بالعمل مع مبادرة الإقليم الشمالي الشرقي الإقليمي بشأن انبعاثات الغازات بالمشاتل الخضراء. انها خطة لخفض انبعاثات ثاني أكسيد الكربون عن طريق إصدار كمية محدودة من أرصدة الكربون في كل محطات الطاقة النباتية في الدول المشاركة. أي محطات طاقة نباتية تتجاوز الانبعاثات بالنسبة لأرصدة الكربون فيجب أن تقوم بشراء المزيد من الارصدة لتغطية الفرق. ومن المقرر أن تكون الخطة سارية المفعول في عام 2009. بالإضافة إلى استخدام سلطته السياسية لمكافحة احتباس الحرارة العالمي، فقد اتخذ الحاكم خطوات في منزله للحد من إجمالي انبعاثات الكربون الشخصية. قام شوارزنيجر بتكييف واحداً من المُرَنٍميين بالاستمرار على الهيدروجين وآخر على الوقود الحيوي. كما قام أيضا بتركيب الألواح الشمسية لتدفئة منزله.
في احترام لمساهمته في اتجاه الولايات المتحدة لصناعة السيارات، فقد تم دعوته لافتتاح عام 2009 المؤتمر العالمي لمجتمع مهندسي السيارات في ديترويت، في 20 أبريل عام 2009.

## حياته الشخصية

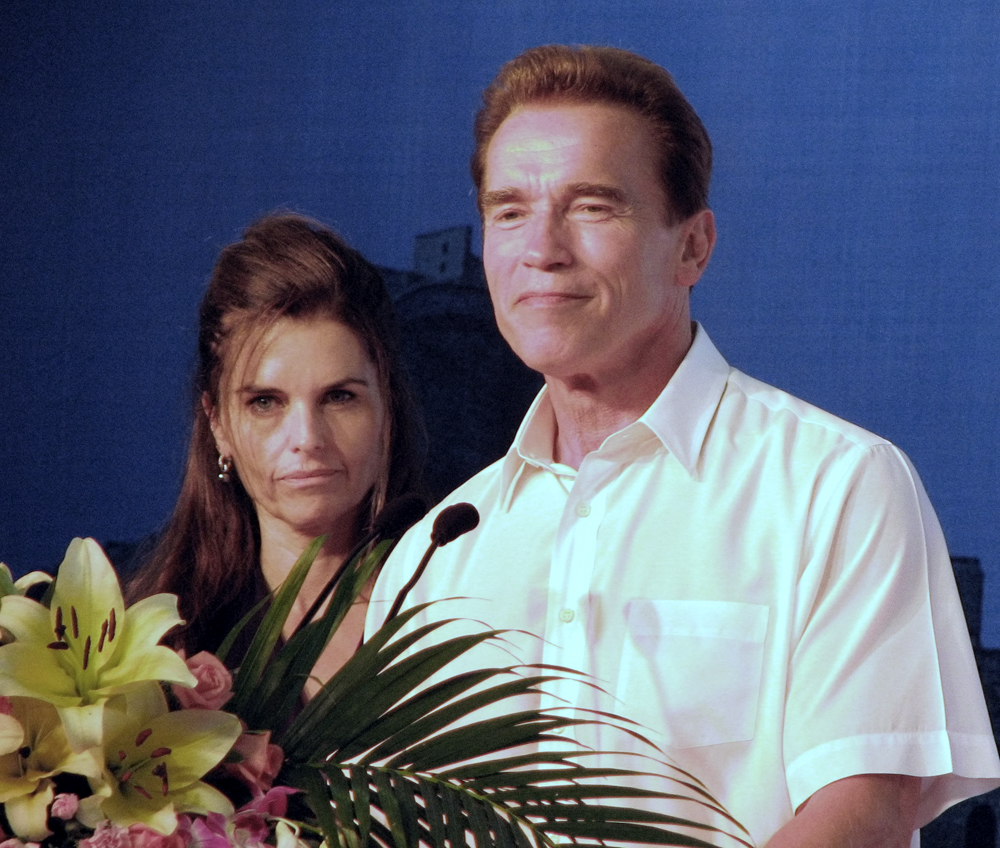
شوارزنيجر مع زوجته ماريا شرايفر في دورة الألعاب الأولمبية الخاصة لعام 2007 في شنغهاي، الصين

في عام 1977، نُشِرت السيرة الذاتية / دليل تدريبات الوزن لشوارزنيجر أرنولد: تعليم رياضة كمال الاجسام، وأصبح ذلك نجاحاً كبيراً. و بعد أخذ دروس في اللغة الإنجليزية في كلية سانتا مونيكا في سانتا مونيكا، كاليفورنيا، حصل على ليسانس بالمراسلة من جامعة ويسكونسن العليا، وتخرج فيها من جامعة الأعمال والاقتصاد الدولي، في عام 1979.
يوم 26 أبريل عام 1986، تزوج شوارزنيجر الصحفية التلفزيونية ماريا شرايفر، وهي ابنة اخت الرئيس السابق للولايات المتحدة جون كنيدي، في هيانيس، ماساشوستس. أدى القس يوحنا المعمدان ريوردان المراسم في كنيسة سانت فرانسيس كزافييه الكاثوليكية الرومانية. أصبح لديهما أربعة أطفال: كاثرين يونيس شرايفر شوارزنيجر  (ولدت في13 ديسمبر 1989 في لوس انجلوس، كاليفورنيا)؛ كريستينا ماريا أوريليا شوارزنيجر (المولود في 23 يوليو عام 1991 في لوس انجلوس، كاليفورنيا)؛  باتريك ارنولد شوارزنيجر (ولد 18 سبتمبر 1993 في لوس انجلوس، كاليفورنيا)؛  وكريستوفر سارجنت شرايفر شوارزنيجر (ولد في 27 سبتمبر، 1997 في لوس انجلوس (كاليفورنيا). 
يعيش شوارزنيجر وأسرته حالياً في منزل مساحته 11,000 قدم مربع (022 1 متر مربع) في برنتوود.  وقد اضطروا لامتلاك منزل في باليسيدز المحيط الهادئ.  وتملك العائلة بيوت للعطلات في صن فالي في أيداهو، وهيانيس بورت بولاية ماساتشوستس.  ولا يملك شوارزنيجر منزلاً في سكرامنتو. ومع ذلك، كلما كان في عاصمة الولاية فإنًه يعيش في جناح بفندق حياة ريجنسي. تكاليف الجناح حوالي $ 65,000 سنويا.
يوم الأحد تحضر الأسرة قداس في كنيسة سانت مونيكا الكاثوليكية.
قال شوارزنيجر انه يعتقد أن سر الزواج الجيد هو الحب والاحترام.  "إذا كان لديك الحب النهائي لزوجتك وأنها لديها نفس الشئ لك، أعتقد أن لديك انطلاقة كبيرة... هذا لا يعني انه لن يكون صعباً في بعض الأحيان.  تذهب من خلال الصعود والهبوط ولكن تعمل من خلال ذلك. تحدث شوارزنيجر عن الأبوة والأمومة في عام 2000:
"واحدة من أفضل الأشياء التي يمكن القيام بها مع الأطفال هو اللعب معهم.  في نفس الوقت، أنا أقوم بأفعال سخيفة جدا.  وفي كثير من الأحيان أقوم بالكثير من الألعاب الرياضية معهم.  لقد لعب مباريات معهم.  تنطلق أجزاء.  نحن نلعب قليلا، في بعض الأحيان.
طول قامته رسمياً 6'2"(188 سم) ، قد أسبحت في موضع مسألة في عدة مقالات. في أيام ممارسته رياضة كمال الاجسام في أواخر 1960، تم قياس طوله 6'1.5 "، والذي كان مؤكداً من قبل زميل له قي كمال الاجسام. ومع ذلك، في عام 1988 ذكرت كلا من صحيفة ديلي ميل ومجلة تايم أوت أن شوارزنيجر يبدو أقصر بشكل ملحوظ. وفي الآونة الأخيرة، قبل ترشيح نفسه كحاكم، تم سؤال شوارزينجر مرة أخرى عن طوله الحقيقى في مقال بقارئ شيكاغو.  شارك شوارزنيجر قي تبادل خال من الهم مع عضو المجلس التشريعى هيرب ويسون على المرتفعات. عند إحدى النقاط قام ويسون بمحاولة فاشلة ل، في كلماته، " هذا مرة وإلى الأبد، ومعرفة كيف يكون طويل القامة".  باستخدام شريط القياس المستخدم في الحياكة على الحاكم. وثأر شوارزنيجر عن طريق وضع وسادة مخيط عليها عبارة "هل تحتاج إلى مصعد؟" على كرسى ويسون الذي يبلغ طوله خمسة أقدام وخمس بوصة (165 سم) قبل جلسة المفاوضات في مكتبه. ادًعى بوب مولهولاند أن طول أرنولد كان 5'10 "وانه يرتدى رافعات في حذائه. أنتج  النقاش حول ارتفاع شوارزينجر إلى ظهور موقع على شبكة الإنترنت مُكرساً لهذه القضية، وبقيت صفحتة واحدة من الأكثر نشاطاً في CelebHeights.com، وهو الموقع الذي يناقش أطوال المشاهير.
في عام 2005، طالب بيتر بيلز من حزب الخضر النمساوي أن يلغي البرلمان الجنسية النمساوية لشوارزنيجر. كان هذا الطلب مبنياً على أساس المادة 33 من قانون الجنسية النمساوية الذي ينص: يجوز للمواطن وهو في الخدمة العامة لبلد أجنبي أن يحرم من جنسيته إذا كان شديدا الأضرار بسمعة أو مصالح الجمهورية النمساوية.  ادًعى بيلز أن موقف شوارزينجر من دعم لعقوبة الإعدام (المحظورة بموجب البروتوكول13 في النمسا من الاتفاقية الأوروبية لحقوق الإنسان) يعد بالفعل ضررا بسمعة النمسا. وأوضح شوارزنيجر أفعاله من خلال الإشارة إلى الحقيقة في أن واجبه فقط كحاكم ولاية كاليفورنيا هو منع حدوث خطأ في النظام القضائي.
وتكريما للابن الأكثر شهرة، كان في منزل شوارزنيجر في مدينة جراز استاد لكرة القدم اسمه ملعب أرنولد شوارزنيجر. هذا هو المنزل لكل من جراز أيه. كيه وستورم غراتس. بعد تنفيذ الإعدام لستانلي وليامز وبعد احتجاجات الشوارع في مسقط رأسه، بدأ العديد من السياسيين المحليين حملة لإزالة اسم شوارزنيجر من الاستاد. أجاب شوارزنيجر قائلاً ان
«لتجنيب المسؤولين السياسيين في مدينة جراز مزيداً من القلق، سحبت منهم حتى يومنا هذا الحق في استخدام اسمي مع اسم استاد ليبناو»، وحدد مهلة ضيقة من مجرد بضعة أيام لإزالة اسمه. وقد أزال مسؤلو جراز اسم شوارزنيجر من الاستاد في ديسمبر عام 2005. وعنوانه الآن رسميا يو بى سى أرينا UPC-Arena.
وكان لمنتجع صن فالي تجربة للتزلج قصيرة تدعى تسابق أرنولد، وسميت بعد ذلك باسم شوارزنيجر (وسميت من بعده في عام 2001). وتم تصنيف هذه التجربة على أنها من الماس الأسود، أو الأكثر صعوبة بسبب تضاريسها، [بحاجة لمصدر][بحاجة لمصدر]
وقد اشترى آول هامر المصنع للاستخدام المدني في عام 1992، نموذجا كبيراً جداً، 6,300 رطل (2900 كجم)، وعرض 7 أقدام (2.1 متر)، وأنها تصنف على أنها شاحنة كبيرة، وقوانين اقتصاد الوقود الأمريكية لا تنطبق عليها. خلال حملة انسحاب الحكام، أعلن انه سيقوم بتحويل أحد المرنمين لحرق الهيدروجين. وقد أفيد أن كلفه التحويل نحو دولار أمريكي 21,000. بعد الانتخابات، وقع أمرا تنفيذيا للانطلاق في بناء محطات للتزود بالوقود الهيدروجينى تسمى شبكة طرق كاليفورنيا الهيدروجينية، وحصلوا على منحة وزارة الطاقة الأمريكية للمساعدة في دفع تكلفة المشاريع وهي 91,000,000 دولار. استغرق تسليم كاليفورنيا ل H2H الأول (هامر الهيدروجين) في أكتوبر 2004.
احتفل الناس في تال بعيد ميلاد شوارزينجر ال 60 بإقامة حفلاً. أعلن المسؤولون يوماً لأرنولد في 30 يوليو 2007. تال 145، هو رقم المنزل الذي ولد فيه شوارزنيجر، ينتمي إلى شوارزنيجر ولم يخصص هذا الرقم لأى شخص من بعده.

### الحوادث والقضايا الطبية
أصيب شوارزنيجر بكسر في عظمة الفخذ اليمنى أثناء التزلج في صن فالي في أيداهو مع عائلته في 23 ديسمبر عام 2006. حيث تعثر على قطب التزلج على وورم سبرينغز السفلى وانزلق على الجبال المكشوفة، التي هي 'سهل' أو انزلاق على مستوى الخضر. وهو خبير على مستوى التزحلق. يوم 26 ديسمبر عام 2006، خضع لعملية لمدة 90 دقيقة حيث استخدمت الشرائح والمسامير لربط العظام المكسورة معا مرة أخرى. وخرج من مركز سانت جون الصحي في 30 ديسمبر 2006. لم يؤخر شوارزنيجر خطاب القسم الثاني لتولى منصبه في 5 يناير 2007، وإن كان لا يزال على عكازين في ذلك الوقت.
حطم شوارزنيجر مرتين دراجات نارية على الطرق السريعة، مما أسفر عن إصابة نفسه في هذه العملية. في 8 يناير 2006، وهو يمتطي دراجته النارية هارلي ديفيدسون في لوس آنجلوس مع ابنه باتريك في السيارة المصاحبة، أدى تراجع سائق آخر في الشارع الذي كان يسير فيه اصطدامه هو وابنه بالسيارة بسرعة منخفضة. في حين أن ابنه والسائق الآخر لم يتعرضوا لأي أذى، وتعرض الحاكم لإصابة طفيفة في شفته، مما اضطره للحصول على 15 غرزة. قال الموظف جاسون ليه «ولم تحدث أي دعوة في المحكمة»، وهو المتحدث باسم إدارة شرطة لوس انجلوس. لم يحصل شوارزنيجر الذي اشتهر بقيادة الدراجات النارية في أفلام المنتهي مطلقًا على تأييد - 1 - 2 م في ولاية كاليفورنيا عند حصوله على رخصة القيادة التي من شأنها أن تسمح له قانونيًا بركوب دراجة نارية من دون السيارة المصاحبة في الشارع. في السابق، في 9 ديسمبر 2001، كُسِر ستة ضلوع وأدخل المستشفى لمدة أربعة أيام بعد تعرضه لحادث دراجة نارية في لوس انجلوس.
تم إجراء عملية لشوارزنيجر في عام 1997 لاستبدال صمام القلب مصنوع من الأنسجة الخاصة به؛ تنبأ الخبراء الطبيين أنه سوف يتطلب جراحة استبدال صمام القلب في العامين أو الأعوام الثمانية المقبلة حيث بدأ الصمام الحالي في التراجع. أجرى شوارزنيجر على ما يبدو عملية جراحية استعداداً للصمام الميكانيكى، والذي يعتبر الحل الدائم الوحيد المتاح في ذلك الوقت الذي تجرى فيه الجراحة، والذي سوف يؤدي بشكل حاد إلى الحد من قدرته على ممارسة النشاط البدني والقدرة على التدريب.
وأنقذ حياة رجل يغرق في عام 2004 حيث كان يمضي عطلة في هاواي حيث قام بالسباحة ونقله إلى الشاطيء.
وعندما كان شوارزينجر على متن طائرة خاصة هبط هبوطاً اضطراريًا في مطار فان نويس في 19 يونيو 2009 بعد أن أبلغ الطيار عن دخان يتصاعد من قمرة القيادة، وفقا لبيان صدر عن السكرتير الصحفي للمحافظ. لم يصب أحد بأذى في الحادث.

## العمل الوظيفي
كان شوارزنيجر على درجة عالية من النجاح في العمل الوظيفي. بعد انتقاله إلى الولايات المتحدة، أصبح شوارزنيجر "ذو أهداف مثمرة"، وسوف يكتب أهداف في بداية هذا العام على بطاقات مفهرسة، مثل بدء عمل تجاري أو طلب عن طريق البريد من أجل شراء سيارة جديدة، والنجاح في القيام بذلك. كان شوارزنيجر مليونيرًا قبل سن الثلاثين، وذلك قبل مهنته في هوليوود. استقلاليته المالية جاءت من سلسلة من المشاريع التجارية الناجحة والاستثمارات. في عام 1968، بدأت شوارزنيجر وزميله في رياضة كمال الاجسام فرانكو كولومبوس أعمال البناء بالأجر. وازدهرت الأعمال بفضل الشريك وبراعته في التسويق وزيادة الطلب في أعقاب زلزال لوس آنجلوس في عام 1971. استخدم شوارزنيجر وكولومبوس الأرباح المتأتية من البناء بالطوب للبدء في مشروع الطلب عن طريق البريد، وقاما ببيع أدوات تستخدم في كمال الاجسام واللياقة البدنية وأشرطة التعليمية. تدفقت الأرباح على شوارزنيجر من عمله بطلبات البريد من، والمكاسب التي حققما نتيجة مسابقات كمال الاجسام والتي أنشأ بها أول مشروع عقاري: مبنى سكني اشتراه ب 10,000 دولار. وسيستمر في الاستثمار في عدد من شركات العقارات القابضة. في عام 1992، افتتح شوارزنيجر وزوجته مطعماً في سانتا مونيكا أطلقوا عليه سكاتزى أون ماين (Schatzi On Main).  وتعني حرفيا "الكنز القليل،" وهي "العسل" و"حبيبي" في الألمانية العامية. في عام 1998، باع مطعمه. واستثمهر في مركز للتسوق في كولومبوس، أوهايو. وكان قد تحدث عن بعض الأشخاص الذين ساعدوه على مر السنين في مجال الأعمال التجارية قائلاً: "أنا لا يمكن أن الأعمال بدون موكب من المعلمين يقومون بتوجيهى... من ميلتون فريدمان إلى دونالد ترامب... والآن، ليه زيكسنر ووارن بافيت. حتى أنني تعلمت شيئا أو اثنين من كوكب هوليوود، مثل متى يمكن الخروج! وفعلت!  لديه ملكية كبيرة في ميزانية المستشارين، وهي شركة استثمار.

### كوكب هوليوود
كان شوارزنيجر مستثمراً أساسياً للمشاهير في إنشاء سلسلة مطاعم بلانيت هوليوود الدولية (على غرار مقهى هارد روك) جنبًا إلى جنب مع بروس ويليس، سيلفستر ستالون، وديمي مور. قطع شوارزنيجر علاقاته المالية مع رجال الأعمال في أوائل عام 2000. قال شوارزنيجر أن الشركة لم تتح له النجاح الذي كان يأمل فيه، مُدعيًا أنه يريد أن يركز انتباهه على «المشاريع التجارية الأمريكية الجديدة على الصعيد العالمي» ومسيرته الفيلمية.

### ثروته
قدرت قيمة ثروة شوارزينجر في المتوسط بما يتراوح بين 100-200 مليون دولار. على مر السنين، استثمر عمله في كمال الاجسام وإيرادات أفلامه في مجموعة من الأسهم، والسندات، وشركات القطاع الخاص، والحيازات العقارية في جميع أنحاء العالم وذلك التقدير الأكثر دقة من صافي ثروته يصعب حساب، لا سيما في ضوء انخفاض قيمة العقارات بسبب الركود الاقتصادي في الولايات المتحدة وأوروبا. في يونيو 1997، أنفق شوارزنيجر 38 مليون دولار من ماله الخاص على طائرة جلفستريم الخاصة. قال شوارزنيجر ذات مرة عن ثروته، "أن المال لا يجعلك سعيدا. لدي الآن 50 مليون دولار، لكنني كنت سعيداً تماما عندما كان لدي 48 مليون دولار. كما ذكر أيضاً "لقد كسبت العديد من الملايين كرجل أعمال عدة مرات." 

## ادعاءات سوء السلوك الجنسي والسلوك الشخصي

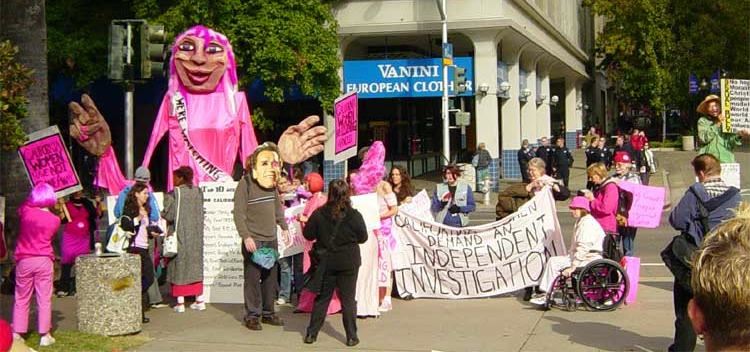
كود بينك يحتجون ضد شوارزنيجر

خلال حملته الانتخابية الأولى لمنصب حاكم الولاية، أثيرت ادعاءات عن سوء السلوك الجنسي والسلوك الشخصي ضد شوارزنيجر (يطلق عليها اسم جروبيجيت).  في غضون الأيام الخمسة الأخيرة قبل الانتخابات، وتقارير أخبارية وردت في صحيفة لوس انجليس تايمز سرد ادعاءات سوء السلوك الجنسي من النساء فردية عدة، ستة منهم في نهاية المطاف جاءت إلى الأمام مع قصصهم الشخصية.
كما ادعى ثلاث من النساء أنه أمسك بصدورهن، وقالت رابعة أنه وضع يده تحت تنورتها على الأرداف. وادّعت امرأة خامسة أن شوارزنيجر حاول خلع ثوب السباحة الخاص بها في مصعد الفندق، وتقول الأخيرة أنه جذبها إلى حضنه، وسألها عن فعل جنسي معين.
اعترف شوارزنيجر بأن لديه «أحياناً تصرفات بشكل سيئ» واعتذر، ولكن ذكر أيضًا أن «الكثير من [ما] تشاهد في هذه القصص ليس صحيحًا». جاء ذلك بعد ظهور مقابلة في مجلة للبالغين اسمها ويى Oui من عام1977، والتي ناقش شوارزنيجر بعض مواقف العربدة الجنسية الموجودة واستخدام مواد مثل الماريجوانا.  وقد شوهِد شوارزنيجر هو يقوم بتدخين الماريجوانا بعد فوزه بلقب مستر اوليمبيا لعام 1975 في الفيلم الوثائقي ضخ الحديد. في مقابلة مع مجلة (جي كيو في أكتوبر 2007، قال شوارزنيجر «أن [الماريجوانا] ليست من المخدرات، أنها ورقة لنبات. المخدرات بالنسبة لي هي ضخ الحديد، ثق بي.» وقال المتحدث باسمه في وقت لاحق أن هذا التعليق كان من المفترض أن يكون نكتة.
سوت واحدة من المشاهير في التليفزيون البريطاني آنا ريتشاردسون تسوية دعوى تشهير في أغسطس 2006 ضد شوارزنيجر، ومعاونه الرئيسى سين والش، والقائمة بالدعاية له، شيريل ماين. وقال بيان مشترك نصه: «إن الأحزاب هي محتوى لوضع هذه المسألة وراءها، ويسرنا أن هذا النزاع القانوني قد تمت تسويته الآن.»  ادعت ريتشاردسون أنهم حاولوا تشويه سمعتها من خلال إقالة ادعاءاتها بأن شوارزنيجر لمس صدرها أثناء المؤتمر الصحفي لفيلم (اليوم السادس في لندن. زعمت أن والش وماين قاما بالتجريح فيها في مقالة في لوس انجليس تايمز عندما ادعوا أنها شجعت سلوكه.

## الطلاق بعد زواج ربع قرن
في عام 2011انفصل أرنولد شوارزنيجر عن زوجته [1] ماريا شريفر بعد زواج دام 25 سنة يذكر أن شريفر هي ابنة شقيقة الرئيس الأمريكي الراحل جون كنيدي

## قائمة المراجع
- Schwarzenegger، Arnold (1977). Arnold: Developing a Mr. Universe Physique. Schwarzenegger.
- –  with Douglas Kent Hall (1977). Arnold: The Education of a Bodybuilder. New York: Simon & Schuster. ISBN:0-671-22879-X. مؤرشف من الأصل في 2022-06-09.
- –  with بيل دوبنز (1981). Arnold's Bodybuilding for Men. New York: Simon & Schuster. ISBN:0-671-25613-0.
- –  with Bill Dobbins (1998). The New Encyclopedia of Modern Bodybuilding (ط. rev. ed.). New York: Simon & Schuster. ISBN:0-684-84374-9. مؤرشف من الأصل في 2022-06-18. {{استشهاد بكتاب}}: |طبعة= يحتوي على نص زائد (مساعدة)
- Andrews، Nigel (2003). True Myths: The Life and Times of Arnold Schwarzenegger: From Pumping Iron to Governor of California (ط. rev. ed.). New York: Bloomsbury. ISBN:1-58234-465-5. مؤرشف من الأصل في 2022-06-09. {{استشهاد بكتاب}}: |طبعة= يحتوي على نص زائد (مساعدة)
- Blitz، Michael (2004). Why Arnold Matters: The Rise of a Cultural Icon. New York: Basic Books. ISBN:0-465-03752-6. مؤرشف من الأصل في 2022-06-09. {{استشهاد بكتاب}}: الوسيط author-name-list parameters تكرر أكثر من مرة (مساعدة)
- Borowitz، Andy (2004). Governor Arnold: A Photodiary of His First 100 Days in Office. New York: Simon & Schuster. ISBN:0-7432-6266-2. مؤرشف من الأصل في 2022-06-15.
- Brandon، Karen (2004). Arnold Schwarzenegger. San Diego: Lucent Books. ISBN:1-59018-539-0. مؤرشف من الأصل في 2022-06-09.
- Saunders، Dave (2008). "Arnie": Schwarzenegger and the Movies. London: I. B. Tauris.
- Sexton، Colleen A. (2005). Arnold Schwarzenegger. Minneapolis: Lerner Publications. ISBN:0-8225-1634-9. مؤرشف من الأصل في 2022-04-28.
- Zannos، Susan (2000). Arnold Schwarzenegger. Childs, Md.: Mitchell Lane. ISBN:1-883845-95-5. مؤرشف من الأصل في 2022-06-09.

### مقابلات
- في مقابلة مع مجلة ة يى، أغسطس 1977 في thesmokinggun.com
- مقتطفات من مقابلة تايم آوت (لندن)، 1977 في time.com
- مقابلة شوارزنيجر في الساعة مع جورج Stroumboulopoulos

### الأفلام
- "ارنولد شوارزنيجر  –  بطل هوليوود" دي في دي ~ تود بيكر
- «ضخ الحديد» (الذكرى 25 الطبعة الخاصة (دي في دي ~ جورج باتلر
- أرنولد شوارزنيجر على موقع IMDb (الإنجليزية)
- أرنولد شوارزنيجر على موقع ميتاكريتيك (الإنجليزية)
- أرنولد شوارزنيجر على موقع الموسوعة البريطانية (الإنجليزية)
- أرنولد شوارزنيجر على موقع روتن توميتوز (الإنجليزية)
- أرنولد شوارزنيجر على موقع مونزينجر (الألمانية)
- أرنولد شوارزنيجر على موقع قاعدة بيانات الأفلام العربية
- أرنولد شوارزنيجر على موقع ألو سيني (الفرنسية)
- أرنولد شوارزنيجر على موقع ميوزك برينز (الإنجليزية)
- أرنولد شوارزنيجر على موقع تيرنر كلاسيك موفيز (الإنجليزية)
- أرنولد شوارزنيجر على موقع أول موفي (الإنجليزية)

## روابط إضافية
الرسمية
- ولاية كاليفورنيا [ندش] (()) مكتب الحاكم أرنولد شوارزنيجر
- ارنولد شوارزنيجر الموقع الرسمي (غير سياسى)
- متحف
- ارنولد شوارزنيجر الموقع الرسمي السياسي
- أرنولد شوارزنيجر على تويتر
- ارنولد شوارزنيجر في الرابطة الوطنية للمحافظين
- النص الكامل والصوت والفيديو للحاكم شوارزنيجر لعام 2004 في المؤتمر الوطني الجمهوري ، العنوان AmericanRhetoric.com
- النص الكامل والسمعيات لخطاب شوارزنيجر الحاكم إلى الأمم المتحدة بشأن تغير المناخ العالمي AmericanRhetoric.com
- 3D جدول زمني لأرنولد شوارزنيجر

المواقع الإلكترونية للانتخابات
- مسؤول دائرة التصويت الشخصي

غير حزبى
- اتبع المال [ندش] (()) ارنولد شوارزنيجر (اللجنة 1) مساهمات حملة 2006
- اتبع المال [ندش] (()) ارنولد شوارزنيجغر (اللجنة 2) مساهمات حملة 2006

غير رسمي
- معرض ارنولد شوارزنيجر لكمال الاجسام (معرض سنوات المسابقات لارنولد شوارزنيجر)

## وصلات خارجية
- أرنولد شوارزنيجر على موقع دبليو دبليو إي (الإنجليزية)
- أرنولد شوارزنيجر على موقع قاعدة بيانات المصارعة على الإنترنت (الإنجليزية)
- موقع آرنولد شوارزنيجر الرسمي السياسي
- موقع آرنولد شوارزنيجر الرسمي غير السياسي

| قبله: غراي ديفس | حاكم كاليفورنيا 2003 - 2007 | بعده: إدموند جيرالد براون |

| سبقه سيرجيو أوليفا 1967، 1968، 1969 | قائمة أبطال مستر أولمبيا أرنولد شوارزنيجر 1970، 1971، 1972، 1973، 1974، 1975 | تبعه فرانكو كولومبو 1976 |
| سبقه فرانك زين 1977، 1978، 1979     | 1980                                                                         | تبعه فرانكو كولومبو 1981 |